# یاکوب یانکتو
یاکوب یانکتو (چکی: Jakub Jankto؛ زادهٔ ۱۹ ژانویهٔ ۱۹۹۶) بازیکن فوتبال اهل جمهوری چک است. از باشگاه‌هایی که در آن بازی کرده‌است می‌توان به اودینزه، آسکولی و سمپدوریا اشاره کرد. وی همچنین در تیم ملی فوتبال جمهوری چک بازی کرده‌است.

## زندگی شخصی
یانکتو در ۱۳ فوریه ۲۰۲۳ در رسانه‌های اجتماعی همجنسگرا بودن خود را آشکار کرد. او نخستین بازیکن فوتبال مرد بزرگسال در سطح بین‌المللی است که این کار را کرده است.  این اقدام او با استقبال دیگر بازیکنان، باشگاه‌ها و ورزشکاران دیگر قرار گرفت‌.
در 18 آوریل 2023 یانکتو توسط پلیس در نزدیکی مرکز آموزشی اسپارتا پراگ استراهوف متوقف شد. او در پشت فرمان وسیله نقلیه خود تحت آزمایش تنفس قرار گرفت، اما از انجام آزمایش دارو و معاینه پزشکی خودداری کرد. در پاسخ، مدیریت باشگاه جلسه ای را با یانکتو آغاز کرد و تصمیم گرفته شد که او در جلسات تمرینی با تیم اول شرکت نکند.